# Макото Тегурамори
Макото Тегурамори (јап. 手倉森 誠; 14. новембар 1967) бивши је јапански фудбалер н тренер.

## Каријера
Током каријере играо је за Кашима Антлерс и Монтедио Јамагата.
На Олимпијским играма 2016. био је тренер јапанске фудбалске репрезентације.